# Енвер Марич
Енвер Марич (сербохорв. Enver Marić, нар. 23 квітня 1948, Мостар) — югославський футболіст, що грав на позиції воротаря. По завершенні ігрової кар'єри — тренер. На клубному рівні грав за клуби «Вележ» та «Шальке 04». З 1972 до 1976 року захищав ворота збірної Югославії. Як головний тренер очолював «Вележ» та «Фортуну» (Дюссельдорф).
Володар Кубка Югославії та Балканського кубка. Кращий футболіст Югославії 1973 року.

## Клубна кар'єра
Енвер Марич народився в Мостарі, та розпочав виступи на футбольних полях у 1967 році в клубі зі свого рідного міста «Вележ». Уже з другого сезону виступів він став осноовним голкіпером команди. У складі мостарського клубу грав до 1976 року, кілька разів ставав призером чемпіонату Югославії, зіграв у складі команди 214 матчів чемпіонату. У 1973 році Марич визнаний кращим футболістом Югославії.
У 1976 році Енвер Марич отримав дозвіл на перехід до закордонного клубу, та став гравцем західнонімецької команди «Шальке 04». У першому ж сезоні виступів став у складі команди срібним призером Бундесліги. У складі команди з Гельзенкірхена грав протягом двох років, зіграв у її складі 47 матчів.
1978 року повернувся до клубу «Вележ», за який відіграв цього разу 7 сезонів. У складі «Вележа» у 1981 році став володарем Кубка Югославії та Балканського кубка. За цей час зіграв у складі мостарської команди 226 матчів у чемпіонаті Завершив професійну кар'єру футболіста виступами за команду «Вележ» у 1985 році.

## Виступи за збірну
1972 року дебютував в офіційних матчах у складі національної збірної Югославії. У складі збірної був учасником чемпіонату світу 1974 року у ФРН, та домашньому для югославської збірної чемпіонату Європи 1976 року, на якому команда Югославії посіла четверте місце, утім на ньому Марич на поле не виходив. Після переходу до німецького «Шальке 04» у 1976 року Енвер Марич до збірної не залучався. Загалом протягом кар'єри у національній команді, яка тривала 4 роки, провів у її формі 32 матчі, пропустив у свої ворота 36 м'ячів.

## Кар'єра тренера
У 1987 році, невдовзі по закінченні кар'єри футболіста, Енвер Марич очолив свій рідний клуб «Вележ», у якому працював до 1990 року. У 1990 році Марич став тренером воротарем клубу «Фортуна» (Дюссельдорф), а 1998 року тимчасово очолював тренерський штаб клубу. У 1998 році перейшов на посаду тренера воротарів до берлінської «Герти», у 1999 році одночасно працював також тренером воротарів збірної Боснії і Герцеговини. На посаді тренера воротарів у «Герті» працював до 2010 року. У середині 2010 року Енвер Марич переніс інсульт, після чого завершив тренерську кар'єру.

## Титули і досягнення

### Командні
- Володар Кубка Югославії (1):

«Вележ» (Мостар): 1980–1981
- Володар Балканського кубка (1):

«Вележ» (Мостар): 1980—1981

### Особисті
1973 — Югославський футболіст року